# Sarcophaga hirticrus
Sarcophaga hirticrus är en tvåvingeart som beskrevs av Pandelle 1896. Sarcophaga hirticrus ingår i släktet Sarcophaga och familjen köttflugor.
Artens utbredningsområde är Frankrike. Arten är reproducerande i Sverige. Inga underarter finns listade i Catalogue of Life.